# Первомайский (Новопокровский район)
Первомайский — посёлок в Новопокровском районе Краснодарского края.
Входит в состав Незамаевского сельского поселения.

## География

### Улицы
- ул. Западная,
- ул. Комсомольская,
- ул. Молодёжная,
- ул. Пионерская,
- ул. Полевая,
- ул. Советская,
- ул. Степная,
- ул. Южная.

## Население
| 2002 | 2010 |
| ---- | ---- |
| 602  | ↘447 |